# Karla og Katrine
Karla og Katrine er en dansk børnefilm, der er en fortsættelse til filmen Karlas kabale og er baseret på Renée Toft Simonsens bog Karla og Katrine. Filmen er fra 2009 og er instrueret af Charlotte Sachs Bostrup; manuskriptet er af Ina Bruhn.

## Handling
Karla skal på sommerferie i sit sommerhus med sin mor, bror, papfar, halvbror og mors veninde, Dolly.
Men hun vil gerne have en veninde med og spørger sin tidligere bedste veninde Katrine, om hun vil med. Katrine siger ja, og de tager af sted. Karla håber, at turen bringer dem så tæt sammen, at de kan kalde sig bedste veninder igen. Karla og Katrine møder på turen drengen Jonas, der er plejebarn. De bliver gode venner, da han redder pigerne fra bøllerne Ulrik og Tommy, som er efter dem.
Røverier hos byens købmand gør, at alle tror, at Jonas er en forbryder, fordi han er plejebarn.
De tre finder ud af, at det er Ulrik og Tommy, der står bag og ligger på lur ved købmanden en nat, hvor de kommer. De skal røve butikken, og Jonas og Katrine holder dem fanget derinde, imens Karla løber efter hjælp og politiet tilkaldes. Ulrik og Tommy bliver anholdt, og Jonas giver Karla et kys. Katrine siger ja til at blive bedste veninder med Karla.

## Medvirkende
- Karla: Elena Arndt-Jensen
- Katrine: Nanna Koppel
- Jonas: Joshua Berman
- Mads-Morten (bror): Nikolaj Støvring Hansen
- Lillebror (halvbror): Lasse Guldberg Kamper
- Rikke (mor): Ellen Hillingsø
- Leif (stedfar): Nicolaj Kopernikus
- Frank (far): Allan Olsen
- Dolly (Rikkes veninde): Therese Glahn
- Ulrik: Jonathan Stahlschmidt
- Tommy: Jakob Fals Nygaard
- Jonas plejefar: Mikkel Vadsholt
- Gerda: Susanne Juhasz